# Болеслав Уляновски
Болѐслав Уляно̀вски (на полски: Bolesław Ulanowski) е полски историк на правото и юрист, издател на исторически извори, професор в Ягелонския университет, генерален секретар на Академията на знанията.

## Биография
Болеслав Уляновски е роден на 1 август 1860 година в Брест. Получава средно образование в гимназията „Св. Анна“ в Краков. Завършва история в Ягелонския университет. Там получава хабилитация в областта на историята на правото и води лекции по канонично право. От 1890 година е редовен професор. През 1896 година е избран за директор на университетската печатница.
Умира на 27 септември 1919 година в Краков.

## Научни трудове
- O pokucie publicznej w Polsce (1888)
- Trzy broszury prawne z r. 1607 i 1612. (1893)
- Wieś polska pod względem prawnym od wieku XVI do XVIII (1894)
- Synod prowincyonalny w Kamieniu (1915)
- Acta capitulorum nec non iudiciorum ecclesiasticorum selecta (1918)